# 麥可·法拉第
麥可·法拉第（英語：Michael Faraday，1791年9月22日—1867年8月25日），英國物理学家，在電磁學及電化學領域做出許多重要貢獻，其中主要的貢獻為電磁感應、抗磁性、電解。
雖然法拉第沒有得到足夠的正式教育，卻成為歷史上最具有影響力的科學家之一。實際上他確實也時常被認為是科學史上最優秀的實驗家。他詳細地研究在載流導線四周的磁場，想出了磁場線的點子，因此建立了電磁場的概念。法拉第觀察到磁場會影響光線的傳播，他找出了兩者之間的關係。他發現了電磁感應的原理、抗磁性、法拉第電解定律。他發明了一種電磁旋轉機器，這就是今天電動機的雛型。由於法拉第的努力，電磁現象開始出現於具有實際用途的科技發展。
法拉第在化學上也頗有建樹，他發現了苯，研究氯晶籠化合物，發明了本生燈的早期形式及氧化數，同時也推廣了陽極、陰極、電極及離子等術語。他最終當上了第一位也是最重要的大英皇家科學研究所的富勒化學教授。
法拉第雖然是一位優秀的實驗家，能夠用清楚與簡單的語言傳達思想，但其數學能力比較薄弱，只限於懂得使用最簡單的代數，對其它更高階的數學像是三角學並不熟悉。所以後來由詹姆斯·馬克士威，綜合了法拉第與其它學者的研究，寫下了馬克士威方程式，成為現代電磁理論的基石。為了紀念法拉第，在國際單位制裏，電容的單位是法拉。

## 生平

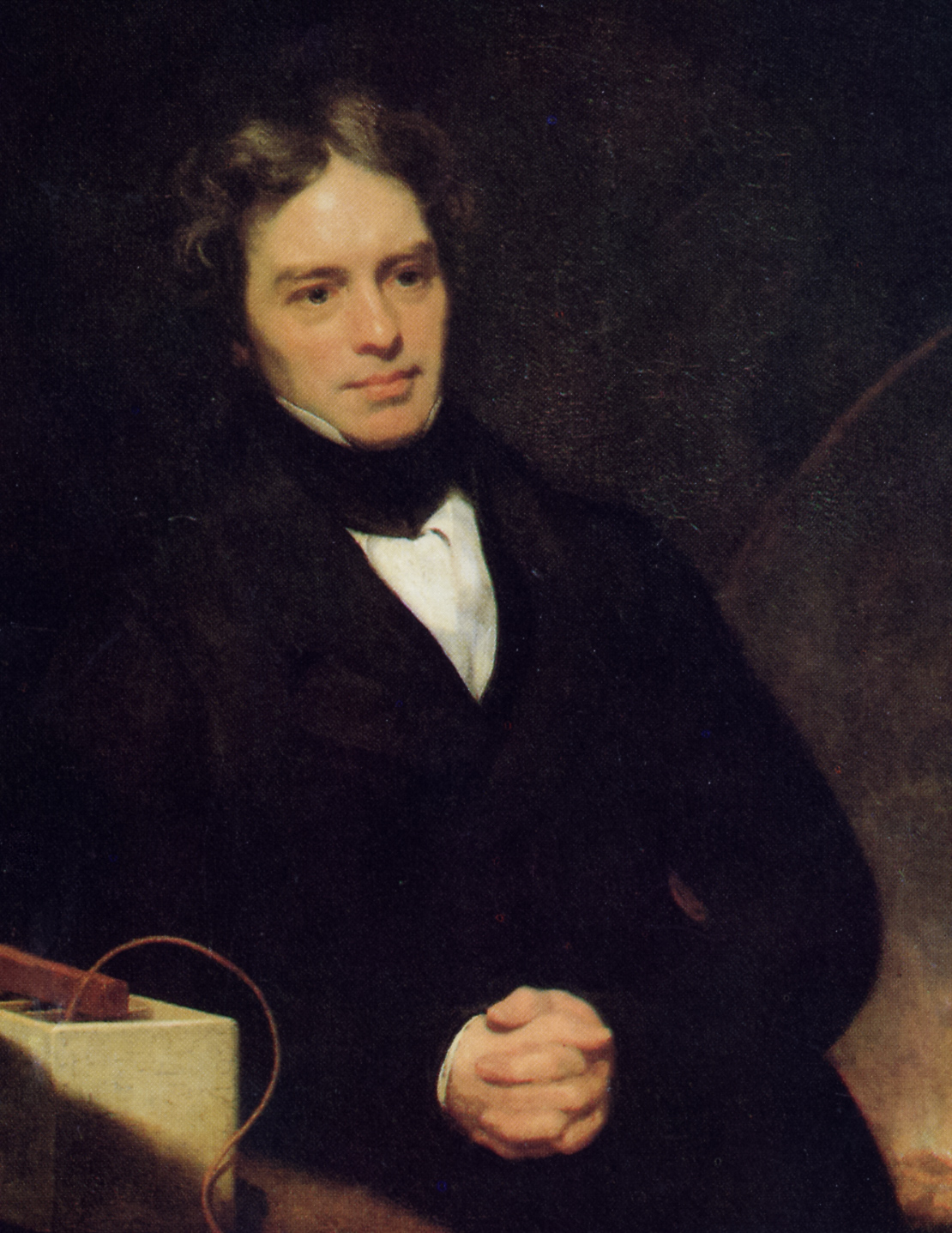
迈克尔·法拉第肖像画，由Thomas Phillips所作 c1841-1842

法拉第出生於英國倫敦紐因頓，接近現在的象堡。法拉第家的經濟狀況並不好，他的父親詹姆士是個鐵匠以及基督教桑德曼派的一員，於1780年代從英格蘭的西北部來到倫敦。由於家境貧窮，因此他只好靠自學求取知識。14歲時，他成為書本裝訂商及銷售人喬治·雷伯的書店中的不支薪跑腿工。當時的報紙是讓很多人輪流租閱的，因此法拉第的工作就負責收送報紙給客人看。由於老闆雷伯很欣賞他的工作態度，就在1805年將法拉第提升為學徒，並且不收學費，這對於家境貧困的法拉第來說，是很幸運的一件事。7年學徒生涯中，他讀過大量書籍，包括以撒华滋的「悟性的提升」，書中對於學習的原則與建議，法拉第一直遵行不輟。另外，他也從由珍·瑪西女士所寫的「化學閒聊」中得到很多啟發。在這些大量的閱讀之中，法拉第漸漸樹立起對科學的興趣，這其中，又以電學為甚。
1812年，時齡二十歲，隨著門生生涯走入尾聲，法拉第開始旁聽由赫赫有名的皇家研究機構的一員以及英國皇家學會會長漢弗里·戴維爵士以及市立哲學協會的創始者約翰·塔特姆所開的演講。參加這些演講的門票大多是由威廉·譚斯（皇家愛樂協會的創辦人之一）給予法拉第。之後有一次，法拉第將自己在演講中細心抄錄，並旁徵博引，內容達三百頁的筆記拿給戴維過目，戴維給予他相當友善且正面的答覆。也因此，戴維在一次三氯化氮實驗中發生意外，視力受損之後，便雇用了法拉第作為他的秘書。當皇家研究院中一位助手約翰·培恩離開後，他們便請求戴維尋找替代人選。戴維在1813年3月1日推薦法拉第成為化學助理。由於法拉第在印書店的新雇主亨利·德拉羅許脾氣暴躁，他毫不猶豫的離開了這份舊工作。

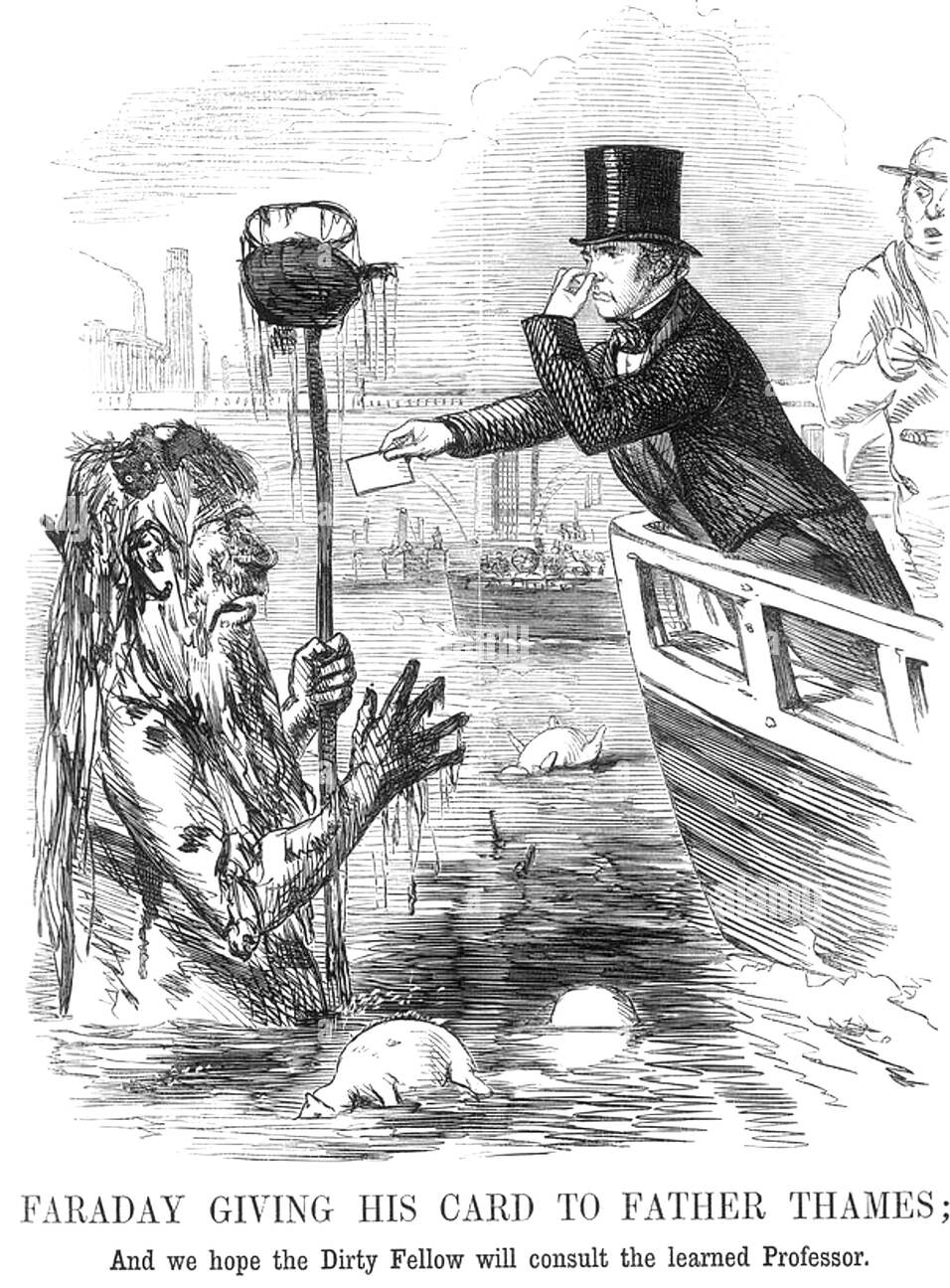
此漫畫呼應法拉第1855年7月7日發表的投書，說明他用白卡片做實驗，以白紙迅速下沉看不見的結果，說明倫敦泰晤士河污染的嚴重程度

在當時的階級分明的英國社會中，出身卑微的法拉第並不被認同為一個紳士。在1813年五月，戴維展開一次長期的歐洲巡迴。由於他的侍從並不想跟從，法拉第原本是以助手的身份跟去，卻被要求同時作戴維的僕人，直到在巴黎找到人代替為止。戴維最後沒有找到代替者，法拉第也因此被強迫在整個旅行中同時兼任僕人與助手。戴維的妻子珍·亞普莉絲不願意平等對待法拉第，旅行時要他坐在馬車外，與傭人一起吃飯，法拉第的處境越來越悽慘，甚至開始考慮獨自回到英國放棄科學研究。不過這次旅行，也讓他接觸了歐洲許多的科學菁英，刺激出他許多想法。逆境最終沒有阻擋住法拉第在科學上的貢獻。在旅行過後不久，法拉第的成就便超越了戴維。
他的贊助者兼顧問約翰·富勒在皇家研究院創立了富勒化學教授這個職位，法拉第獲選為第一任富勒化學教授。
在1824年，他被選為皇家學會院士，並於1825年被指派為實驗室主任。1833年他被選為皇家研究院終身職，任職而不需講課。
法拉第是一名高度虔诚的教徒，他是桑德曼派（蘇格蘭國教會的一分支）的信徒，曾在其中任兩任長老。此教派是由苏格兰长老会牧师格拉斯(John Glas)于1730年创立，此教要求完全的信奉和承诺。传记学家曾经认为「一种神与自然融为一体的感觉贯穿了法拉第的生活与工作」。法拉第在1821年娶沙拉·巴娜德為妻，不過膝下無子。他們由於參加桑地馬尼安教會而認識。
雖然法拉第只受過很少的正式教育，这使得他的高等數學知识（例如微积分）相對有限，但不可否認，法拉第仍是歷史上最有影響力的科學家之一。某些史学家认为他是科学史上最优秀的实验主义者。其科學知識可能主要是在擔任另一科學家戴維的助手時所學習而來，因而雖然法拉第不曾受過高等教育，但仍可把漢弗里·戴維視為法拉第的指導教授。

## 科學成就

### 電磁學
他在電磁學方面的貢獻最為顯著。紀錄中法拉第最早的實驗乃是利用七半片便士、七片鋅片以及六片浸過鹽水的濕紙做成伏打電池。他並使用這個電池分解硫酸鎂。
1821年，在丹麥化學家漢斯·奧斯特發現電磁現象後，戴維和威廉·海德·沃拉斯頓嘗試設計一部電動機，但沒有成功。法拉第在與他們討論過這個問題後，繼續工作並建造了兩個裝置以產生他稱為「電磁轉動」的現象：由線圈外環狀磁場造成的連續旋轉運動。他把導線接上化學電池，使其導電，再將導線放入內有磁鐵的汞池之中，則導線將繞著磁鐵旋轉。這個裝置現稱為單極馬達。這些實驗與發明成為了現代電磁科技的基石。但此時法拉第卻做了一件不智之舉，在沒有通知戴維跟渥拉斯頓情況下，擅自發表了此項研究成果。此舉招來諸多爭議，也迫使他離開電磁學研究數年之久。
在這個階段，有些證據指出戴維可能有意阻礙法拉第在科學界的發展。如在1825年，戴維指派法拉第進行光學玻璃實驗，此實驗歷時六年，但沒有顯著的進展。直到1829年，戴維去世，法拉第停止了這個無意義的工作並開始其他有意義的實驗。在1831年，他開始一連串重大的實驗，並發現了電磁感應，雖然在福朗席斯科·札德啟稍早的工作可能便預見了此結果，此發現仍可稱為法拉第最大的貢獻之一。這個重要的發現來自於，當他將兩條獨立的電線環繞在一個大鐵環，固定在椅子上，並在其中一條導線通以電流時，另外一條導線竟也產生電流。他因此進行了另外一項實驗，並發現若移動一塊磁鐵通過導線線圈，則線圈中將有電流產生。同樣的現象也發生在移動線圈通過靜止的磁鐵上方時。
他的展示向世人建立起「磁場的改變產生電場」的觀念。此關係由法拉第電磁感應定律建立起數學模型，並成為四條麥克斯韋方程組之一。這個方程組之後則歸納入場論之中。
法拉第並依照此定理，發明了早期的發電機，此為現代發電機的始祖。
1839年他成功了一連串的實驗帶領人類了解電的本質。法拉第使用「靜電」、電池以及「生物生電」已產生靜電相吸、電解、磁力等現象。他由這些實驗，做出與當時主流想法相悖的結論，即雖然來源不同，產生出的電都是一樣的，另外若改變大小及密度（電壓及電荷），則可產生不同的現象。
在他生涯的晚年，他提出電磁力不僅存在於導體中，更延伸入導體附近的空間裡。這個想法被他的同儕排斥，法拉第也終究沒有活著看到這個想法被世人所接受。法拉第也提出電磁線的概念：這些流線由帶電體或者是磁鐵的其中一極中放射出，射向另一電性的帶電體或是磁性異極的物體。這個概念幫助世人能夠將抽象的電磁場具象化，對於電力機械裝置在十九世紀的發展有重大的影響。而這些裝置在之後的十九世紀中主宰了整個工程與工業界。
1845年他發現了被他命名為抗磁性（diamagnetism）現在則稱為法拉第效應的現象：一個線性偏振的光線在經過一物體介質時，外加一磁場並與光線的前進方向對齊，則此磁場將使光線在空間中劃出的平面轉向。他在筆記本中寫下：『我終於在「闡釋一條磁力曲線」—或者說「力線」—及「磁化光線」中取得成功。』（"I have at last succeeded in illuminating a magnetic curve or line of force and in magnetising a ray of light"）。這個實驗證明了光和磁力有所聯繫。
在對於靜電的研究中，法拉第發現在帶電導體上的電荷僅依附於導體表面，且這些表面上的電荷對於導體內部沒有任何影響。造成這樣的原因在於在導體表面的電荷彼此受到對方的靜電力作用而重新分佈至一穩定狀態，使得每個電荷對內部造成的靜電力互相抵銷。這個效應稱為遮蔽效應，並被應用於法拉第籠上。
因為法拉第並未受過很多正式教育，其數學能力與其他科學家相比顯得相對薄弱，只能計算簡單的代數，甚至難以應付三角學。但他是一個很好的實驗學家，且懂得使用條理清晰且簡單的語言表達他科學上的想法。他的實驗成果後來被詹姆斯·克拉克·麥克斯韋使用，並建立起了現在電磁理論的基礎方程式。

### 化學
法拉第最早的化學成果來自於擔任戴維助手的時期。他花了很多心血研究氯氣，並發現了兩種碳化氯。法拉第也是第一個學者實驗（雖然較為粗略）觀察氣體擴散，此現象最早由約翰·道爾頓發表，並由托马斯·格雷姆及約翰·洛施密特揭露其重要性。他成功的液化了多種氣體；他研究過不同的鋼合金，為了光學實驗，他製造出多種新型的玻璃。其中一塊樣品後來在歷史上佔有一席之地，因為在一次當法拉第將此玻璃放入磁場中時，他發現了偏振光的偏振平面受磁力造成偏轉及被磁力排斥。
法拉第在戴維去旅行時曾代理職務，並接受分析委託，其中最著名的三項委託是：分析源自托斯卡尼的天然生石灰、原住土著的標槍頭研究（分析出｢矽鋼｣）和大馬士革騎兵彎刀（發現古敘利亞可能有鉑礦場，並加入鉑礦使之輕巧但卻鋒利無比，連西方騎兵重軍刀都能被削斷。後來經過不斷的嘗試之後，發明了｢碳鋼｣，終於使大英帝國的騎兵在中東戰場能夠擊破大馬士革的彎刀）。
他也盡心於創造出於一些化學的常用方法，用結果、研究目標以及大眾展示做為分類，並從中獲得一些成果。
他發明了一種加熱工具，是本生燈的前身，在科學實驗室廣為採用，作為熱能的來源。
法拉第在多個化學領域中都有所成果，發現了諸如苯等化學物質（他稱此物質為雙碳化氫（bicarburet of hydrogen）），發明氧化數，將如氯等氣體液化。他找出一種氯水合物的組成，這個物質最早在1810年由戴維發現。法拉第也發現了電解定律，以及推廣許多專業用語，如陽極、陰極、電極及離子等，這些詞語大多由威廉·惠威爾發明。由於這些成就，很多現代的化學家視法拉第為有史以來最出色的實驗科學家之一。

## 晚年

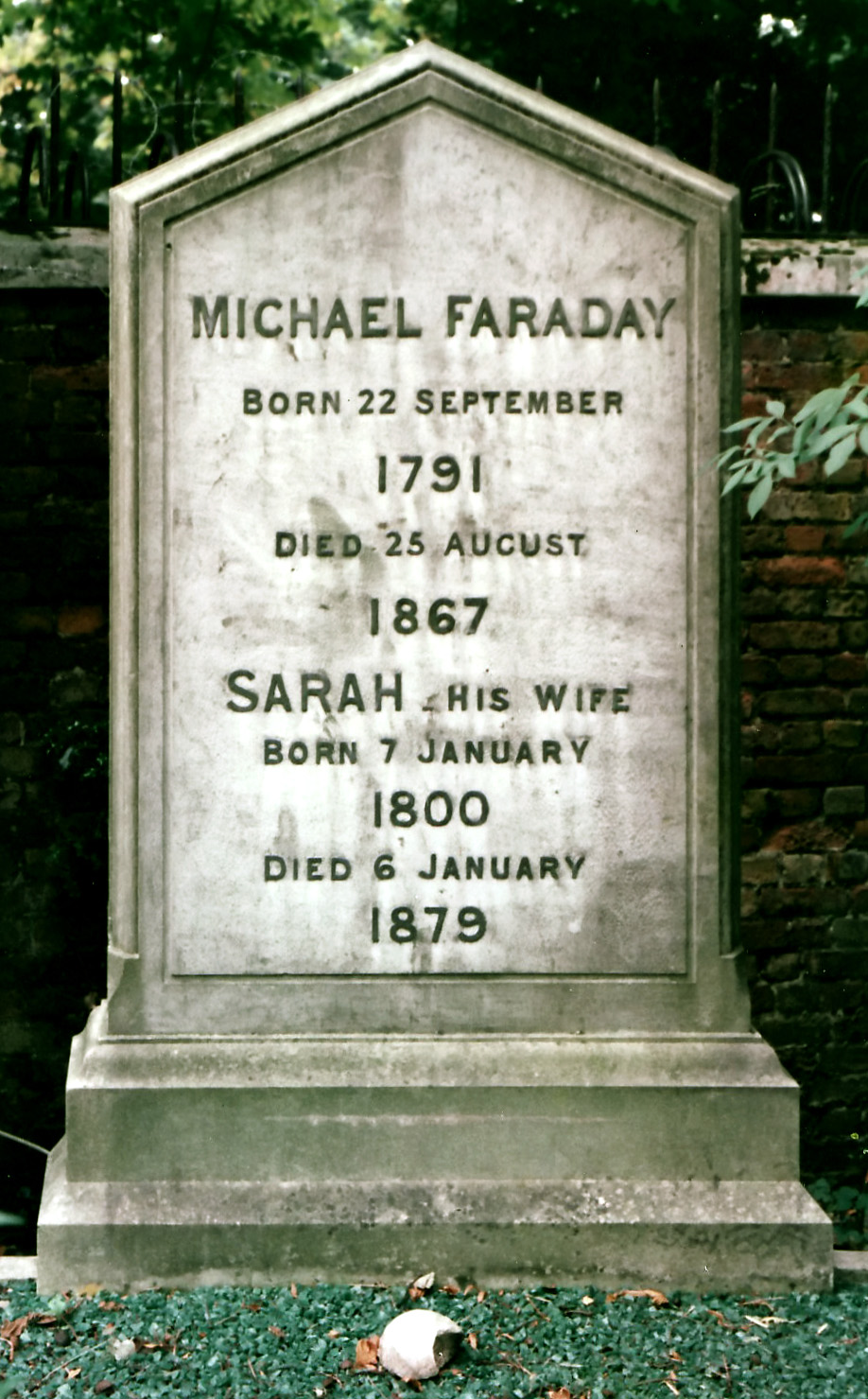
法拉第之墓（與妻子莎拉合葬）

1848年，受到皇夫亞厘畢親王引見，法拉第受賜在薩里漢普頓宮的恩典之屋，並免繳所有開銷與維修費。這曾是石匠師傅之屋，後稱為法拉第之屋，現位於漢普頓宮道37號（No.37 Hampton Court Road）。1858年，法拉第退休後在此定居。
在有生之年中，他推辭了封爵並且兩次拒絕成為皇家學會會長。
1867年8月25日，法拉第在位於漢普頓宮的家中去世。英國倫敦西敏寺裡，艾薩克·牛頓的墓旁座落著他的紀念碑。但他生前表示不願葬在西敏寺，而是入土於桑德曼派的海格特公墓中。

## 影响
他在皇家研究院提供了大量成功的物理及化學演講，名為「蠟燭的化學史」；這個演講成為了現在每年英國皇家科學院聖誕講座之起源，此演講並以法拉第為名。法拉第和威廉·休艾爾發明了許多如「電極」、「離子」等耳熟能詳的字。
由於道德原因，法拉第拒絕參與為克里米亞戰爭製造化學武器。在倫敦薩弗伊廣場，電工程師協會外，聳立著一個法拉第的雕像，而在布魯內爾大學新建的一個接待廳以法拉第為名。
他的照片在1991年至2001年時，被印在20元的英鎊紙幣上。南極洲的前英國實驗室：法拉第氣候研究站以他為名，而電容则以法拉作為單位。此外，一莫耳的電子所含的電量（約96485庫侖）也稱為法拉第常數，讓世人緬懷他在電學上無與倫比的貢獻。法拉第電磁感應定律陳述一隨時間改變的磁通量會創造電動勢。法拉第在英國皇家研究院（Royal Institution）中任富勒里安化學教授，並指為終身職。在所有任過此職者中，法拉第為第一個，也是最為出名的學者。
阿爾伯特·愛因斯坦在他書房的牆上掛著三幅畫像，分別是：法拉第、叔本華和麦克斯韦。

## 外部連結
- Michael Faraday的作品  - 古騰堡計劃
- 互联网档案馆中麥可·法拉第的作品或与之相关的作品
- 來自麥可·法拉第的LibriVox公共領域有聲讀物